# Lambert Daniel Kastens
Lambert Daniel Kastens, né vers 1690 dans le Nord de l'Allemagne sous le nom Lambert Daniel Carstens, mort le 30 octobre 1744 à Viborg au Danemark, est un facteur d'orgue allemand dont les réalisations les plus importantes se trouvent au Danemark.

## Biographie
Kastens était élève et plus tard compagnon-maître de Arp Schnitger à Neuenfelde près de Hambourg et reprit après la mort de celui-ci le droit de construire des orgues dans les duchés de Schleswig et de Holstein, dans le comté d'Oldenbourg et à Delmenhorst. Kastens eut bientôt son propre atelier à Itzehoe mais il fut racheté par son collègue Johann Dietrich Busch en 1728, conséquence de sa nomination la même année en tant que facteur d'orgue au privilège royal pour le Danemark et la Norvège. Il était arrivé à Copenhague en 1722 sur la recommandation de Vincent Lübeck. Résident dans la région nordique, son nom est modifié en « Kastens ». Il est considéré comme le représentant le plus important de la tradition de Arp Schnitger dans les deux pays scandinaves et dans le Schleswig-Holstein. Ses élèves renommés sont Hartvig Jochum Müller (ca. 1716-1793) et Amdi Worm (1722-1791). Aucun des instruments de Kastens n'a été conservé mais il reste quelques buffets d'orgues.

## Réalisations
| Année   | Lieu                  | Église                                        | Image | Manuel | Registre | Remarques |
| ------- | --------------------- | --------------------------------------------- | ----- | ------ | -------- | --- |
| 1706    | Berlin-Charlottenburg | Château de Charlottenburg (Chapelle Eosander) |       | II/P   | 26       | La conception est de Schnitger mais la réalisation en est attribuée à Kastens. L'instrument est détruit en 1944. Un orgue reconstruit se trouve aujourd'hui dans la chapelle Eosander. |
| 1720    | Itzehoe               | Église Saint-Laurent                          |       | III/P  | 43       | Le chantier est commencé par Arp Schnitger mais achevé par Kastens. Seul le bâti et le buffet sont conservés.                                                                          |
| 1724    | Copenhague            | Église de garnison                            |       |        |          | Buffet conservé; Tuyauterie reconstruite. |
| 1728    | Copenhague            | Église réformée                               |       |        |          | Buffet conservé. |
| 1730    | Aarhus                | Cathédrale d'Århus                            |       | III/P  | 43       | Buffet et quelques registres conservés; aujourd'hui III/P/89. |
| 1730    | Slangerup             |                                               |       |        |          | Buffet conservé; aujourd'hui II/p/12. |
| 1731    | Copenhague            | Église de la Trinité de Copenhague            |       |        |          | Buffet conservé. |
| 1731-32 | Schleswig             | Cathédrale de Schleswig                       |       | II/P   | 38       | Extension des modifications avec Johann Dietrich Busch; seul le buffet de 1701 est conservé.                                                                                           |
| 1731-32 | Flensbourg            | Église Sainte-Marie                           |       |        |          | Modification en collaboration avec Johann Dietrich Busch; Buffet conservé. |
| 1740    | Copenhague            | Église Holmens                                |       | III/P  | 43       | Buffet conservé. |
| 1742    | Copenhague            | Cathédrale Notre-Dame de Copenhague           |       |        |          | |

Par ailleurs, des orgues à présent disparus ont été construits pour la cathédrale de Viborg et le château de Christiansborg (église du château).

## Source de la traduction
- (de) Cet article est partiellement ou en totalité issu de l’article de Wikipédia en allemand intitulé « Lambert Daniel Kastens » (voir la liste des auteurs).